# Exarcado Ortodoxo Russo na Europa Ocidental
Exarcado Ortodoxo Russo na Europa Ocidental ou Exarcado Patriarcal da Europa Ocidental (francês: Exarchat Patriarcal en Europe Occidentale; russo: Патриарший экзархат в Западной Европе) é o exarcado estrangeiro do Patriarcado de Moscou em Andorra, Bélgica, Grã-Bretanha, Irlanda, Espanha, Itália, Liechtenstein, Luxemburgo, Mônaco, Países Baixos, Portugal, França e Suíça.
Originalmente estabelecido em 7 de setembro de 1945 por um decreto do Santo Sínodo da Igreja Ortodoxa Russa sobre a "reunificação"  das paróquias governadas pelo Metropolita Eulógio (Georgievski) com o Patriarcado de Moscou e sua preservação como um Exarcado da Igreja Ortodoxa Russa. Abolido em 1990. Restaurado em 28 de dezembro de 2018.
O Primaz é o Metropolita Nestor, que detém o título de Metropolita de Quersoneso e Europa Ocidental.

## História

### A Diocese de Quersoneso e Europa Ocidental
A Diocese de Quersoneso e Europa Ocidental (Exarcado Patriarcal) reúne as dioceses, paróquias do Patriarcado de Moscou na França, Espanha, Grã-Bretanha, Bélgica, Holanda, Itália, Suíça e Portugal. A origem da diocese remonta ao Exarcado do Patriarcado de Moscou na Europa Ocidental, que, no dia seguinte à Revolução Russa de 1917, o Metropolita Eulógio (Georgievski) presidiu.
Em 1931, o Metropolita Eulógio deixou o Patriarcado de Moscou por um tempo e ingressou na jurisdição do Patriarcado de Constantinopla. Os ortodoxos que permaneceram fiéis à Igreja Ortodoxa Russa fundaram em 1931 a Paróquia dos Três Santos Doutores (Basílio de Cesaréia, Gregório de Nazianzeno e João Crisóstomo), que em 1946 se tornou a sede do novo Exarca do Patriarca de Moscou na França. Entre seus fundadores estão o Bispo Benjamin (Fedchenkov), o Teólogo Vladimir Losski, Hieromonge Atanásio (Netchaev). Um papel importante na fundação do novo Exarcado foi desempenhado pela Sociedade de São Fócio, presidida por Vladimir Losski em 1931.
No lugar do Metropolita Eulógio, o Patriarcado de Moscou, então vítima de perseguição sem precedentes pelas autoridades soviéticas, em janeiro de 1931 nomeou Eleutério (Bogoiavlenski), Metropolita de Vilnius. Em março do mesmo ano, Benjamin (Fedchenkov) tornou-se Bispo Auxiliar da Diocese e Reitor da Igreja dos Três Santos Doutores.
Em 1945, cerca de um ano antes de sua morte, o Metropolita Eulógio voltou com todas as suas paróquias para a Igreja Ortodoxa Russa e tornou-se novamente Exarca do Patriarca de Moscou. No entanto, quando com a morte do Bispo Eulógio em 1946 o Metropolita Serafim (Loukianov) foi nomeado o novo Exarca do Patriarcado de Moscou, um grande número de paróquias, contestando a figura do Bispo Serafim, novamente rompeu o vínculo canônico com a Igreja Mãe de Moscou. Essas paróquias deram origem ao atual Exarcado de Paróquias russas na Europa Ocidental do Patriarcado de Constantinopla.
A Diocese de Quersoneso, a rigor, nasceu no final da década de 1980 como a herdeira do Exarcado da Europa Ocidental. Até dezembro de 2006, incluía também as paróquias russas na Itália, agora colocadas sob a autoridade canônica do Bispo titular de Bogorodsk.
Quersoneso é uma antiga cidade da Crimeia, fundada por colonos gregos no século IV a.C.. Segundo a tradição eclesial, foi nesta cidade que o Príncipe Vladimir decidiu tornar-se cristão, abrindo uma nova página na história da Rússia.

### 1945-1990

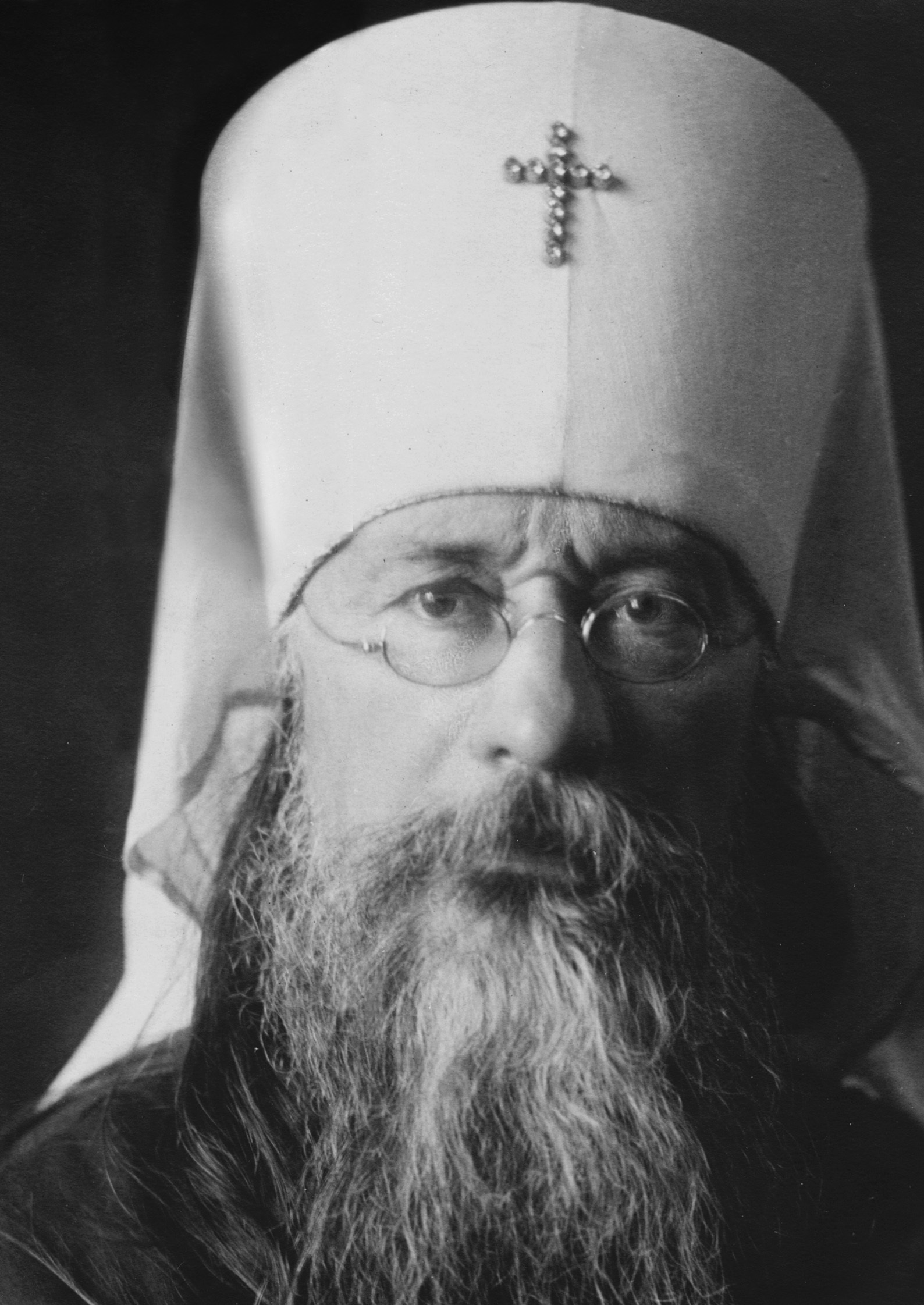
Metropolita Eulógio Georgievsky

Em 7 de setembro de 1945, por decisão do Santo Sínodo da Igreja Ortodoxa Russa, foi estabelecido o Exarcado da Europa Ocidental do Patriarcado de Moscou, chefiado pelo Metropolita Eulógio (Georgievski), então gravemente doente. Com a morte deste último em 8 de agosto de 1946 por decisão do Sínodo e por decreto do Patriarca Aleixo I de Moscou, o Metropolita Serafim (Lukyanov) foi nomeado novo Exarca da Europa Ocidental. No entanto, na França, quase todo o clero e rebanho do Metropolita Eulógio desejavam permanecer sob a jurisdição do Patriarcado de Constantinopla.
De 1947 a 1989, um jornal trimestral, o "Arauto do Exarcado Patriarcal Russo" (francês: Messager de l'Exarchat du patriarche russe en Europe occidentale), foi publicado em Paris.
Durante todo o período do pós-guerra até o início dos anos 1990, a situação das comunidades da Igreja Ortodoxa Russa na Europa Ocidental era difícil: Augustine Roberts, um dos padres, escreveu ao Patriarca Aleixo I em 1956: "na maioria dos países da Europa Ocidental, pertencentes a a jurisdição de Moscou é uma questão difícil. Nós parecemos politicamente desconfiados aos nossos irmãos ortodoxos e não ortodoxos, e muitas pessoas que estão interessadas na Ortodoxia como tal não querem ter nada a ver com a Igreja " Soviética ", isto é, o " bolchevique ". Nosso trabalho pastoral e missionário sofre pelo fato de pertencermos a esta jurisdição. O isolamento da Igreja Russa no Ocidente é catastrófico para todo o futuro da Ortodoxia no Ocidente".
Em 1960, a Diocese de Quersoneso foi estabelecida com seu centro em Paris; em 1962, a Diocese de Sourozh foi fundada com seu centro em Londres. A Diocese de Haia foi fundada em 1972.
O Conselho de Bispos da Igreja Ortodoxa Russa em 30-31 de janeiro de 1990, entre outros Exarcados ultramarinos da Igreja Ortodoxa Russa, aboliu o Exarcado da Europa Ocidental. Suas Dioceses foram submetidas diretamente ao Patriarca de Moscou e ao Santo Sínodo da Igreja Ortodoxa Russa.

### Criação do Exarcado Patriarcal da Europa Ocidental
Em 28 de Dezembro de 2018, em resposta à ações do Patriarcado Ecumênico na Ucrânia,  o Santo Sínodo da Igreja Ortodoxa Russa decidiram criar "um Exarcado Patriarcal na Europa Ocidental com o centro em Paris", cujo "esfera pastoral de responsabilidade inclui " Andorra, Bélgica, Reino Unido, Irlanda, Espanha, Itália, Liechtenstein, Luxemburgo, Principado de Mônaco, Holanda, Portugal, França e Suíça. Durante o mesmo Sínodo, também foi tomada a decisão de criar "uma Diocese da Igreja Ortodoxa Russa na Espanha e Portugal com o centro em Madrid ", bem como "um Exarcado Patriarcal no Sudeste Asiático com o centro em Cingapura". No mesmo dia, em uma entrevista com o Canal Russia-24,  Metropolita Hilarion, Chefe do Departamento Sinodal para Relações Externas da Igreja do Patriarcado de Moscou, declarou que a Igreja Ortodoxa Russa "agora vai agir como se eles [Constantinopla] não existem, porque nosso propósito é missionário, nossa tarefa é educar, estamos criando essas estruturas para cuidar do nosso rebanho ministerial, não pode haver tais fatores dissuasores aqui", e que a Igreja Ortodoxa Russa se encarregará dos fiéis ortodoxos de sua diáspora em vez do Patriarcado Ecumênico.
Antes disso, a Diocese de Quersoneso cuidava das comunidades ortodoxas do Patriarcado de Moscou na França, Suíça, Portugal e Espanha.
A pessoa escolhida para ser o Primaz do Exarcado Patriarcal da Europa Ocidental, bem como da Diocese Ortodoxa Russa de Quersoneso, foi o Bispo João (Roschchin) de Bogorodsk. Bispo João recebeu o título de "de Quersoneso e da Europa Ocidental ".  Bispo João recebeu o título de Metropolita em 3 de janeiro de 2019 pelo Patriarca Cirilo na Catedral da Dormição de Moscou.

### O Bispo Governante

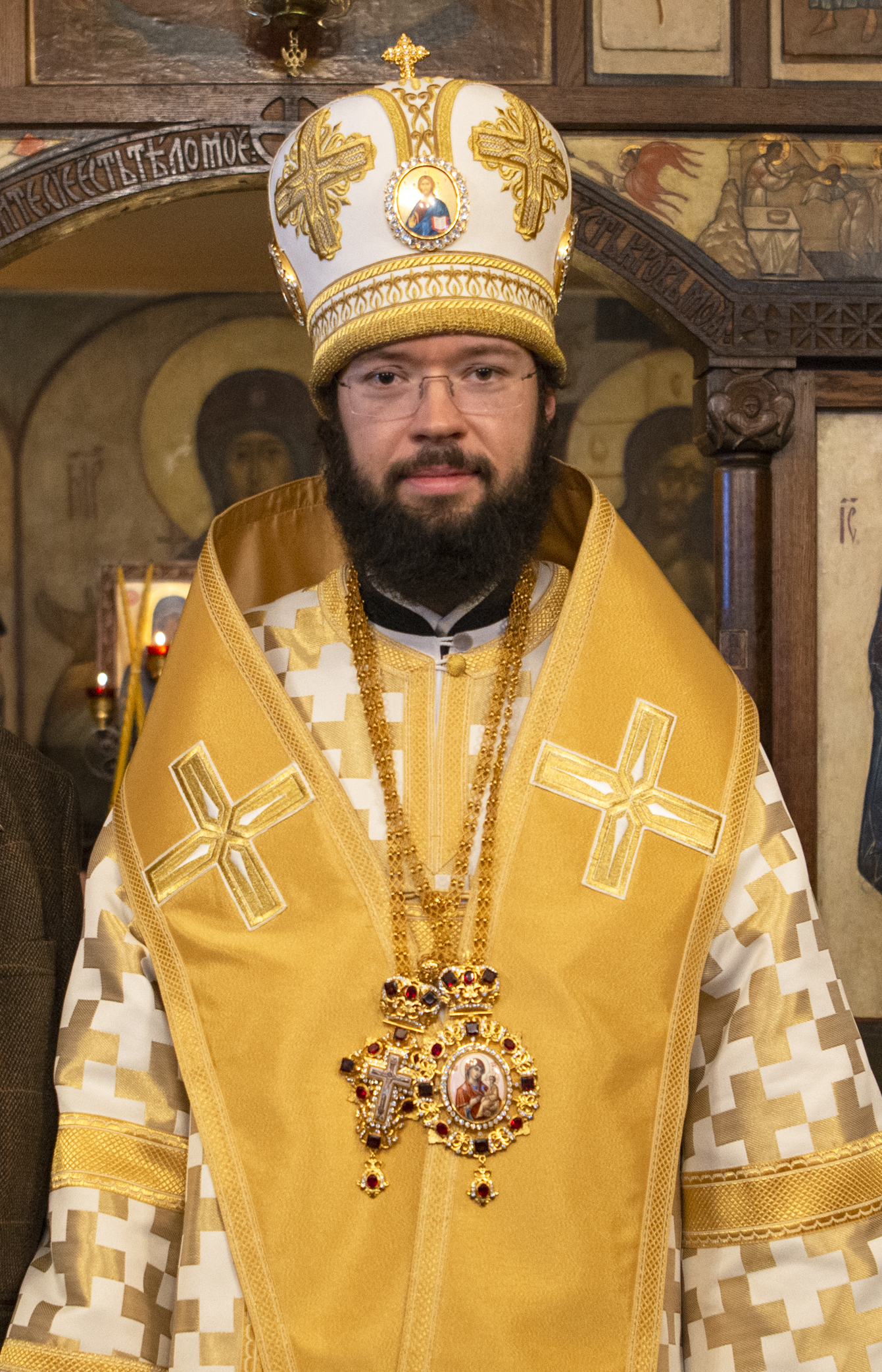
Metropolita Antonio Sevriuk

Em 30 de maio de 2019, o Santo Sínodo da Igreja Ortodoxa Russa decidiu nomear o Arcebispo Antonio (Sevriuk) de Viena e Budapeste como Primaz do Exarcado Patriarcal da Europa Ocidental e da Diocese de Quersoneso.  Ao mesmo tempo, João (Roshchin), que era até então o Primaz do Exarcado Patriarcal da Europa Ocidental e da Diocese de Quersoneso, foi nomeado Primaz da Diocese da Igreja Ortodoxa Russa de Viena e Budapeste para substituir o Arcebispo Antonio.
Em 31 de maio de 2019, o arcebispo Antonio foi consagrado Metropolita por causa de sua nomeação como Exarca do Exarcado Patriarcal da Europa Ocidental.
A nomeação de Antonio como Primaz do Exarcado Patriarcal da Europa Ocidental em 30 de maio de 2019 foi, de acordo com Novaya Gazeta, relacionada ao fato de que Antonio estaria negociando a integração da Arquidiocese de Igrejas Ortodoxas Russas na Europa Ocidental no Patriarcado de Moscou.
Em 4 de dezembro de 2019, aconteceu a primeira reunião do Sínodo do Exarcado Patriarcal da Europa Ocidental, no prédio da Administração Diocesana de Quersoneso, em Paris.
Em 7 de junho de 2022, Arcebispo Antonio foi liberado da administração da Diocese de Quersoneso para substituir o Metropolita Hilarion Alfeyev na chefia do Departamento Sinodal de Relações Externas da Igreja Ortodoxa Russa, com o títulos "de Volokolamsk", permanecendo temporariamente na gestão do Exarcado de Europa Ocidental e na chefia do Escritório do Patriarcado de Moscou para instituições estrangeiras. A administração provisória da Diocese de Quersoneso foi confiada a Sua Graça Nestor, Arcebispo de Madrid e Lisboa.

## Exarcas
- Eulógio (Georgiyevski) (2 de setembro de 1945 - 8 de agosto de 1946);
- Serafim (Lukianov) (9 de agosto de 1946 - 15 de novembro de 1949);
- Fócio (Topiro) (fevereiro de 1950 - 26 de outubro de 1951);
- Boris (Vik) (26 de outubro de 1951 - 11 de novembro de 1954);
- Nicolas (Yeriomin) (11 de novembro de 1954 - 14 de janeiro de 1963);
- Antonio (Bloom) (14 de janeiro de 1963 - 5 de abril de 1974);
- Nikodim (Rotov) (3 de setembro de 1974 - 5 de setembro de 1978);
- Filareto (Vakhromeiev) (12 de outubro de 1978 - 1 de fevereiro de 1984);
- Vladimir (Sabodan) (28 de março de 1984 - 19 de fevereiro de 1990);
  - Exarcado abolido (1990-2018)
- João (Roshchin) (28 de dezembro de 2018 a 30 de maio de 2019);[35][36]
- Antonio (Sevriuk) (30 de maio de 2019 - 7 de junho de 2022);.[37][38][39][40][41][42]
- Nestor (27 de Novembro de 2022 - agora);

## Estrutura
Desde 26 de fevereiro de 2019, o Exarcado Patriarcal da Europa Ocidental está dividido em 6 dioceses:
- Diocese de Quersoneso (Liechtenstein, Mônaco, França e Suíça), sempre chefiada pelo Primaz do Exarcado Patriarcal da Europa Ocidental;[44][43]
- Diocese de Bruxelas (Bélgica e Luxemburgo);
- Diocese de Haia (Holanda);
- Diocese da Espanha e Portugal (Andorra, Espanha e Portugal);
- Diocese de Sourozh (Reino Unido e Irlanda);
- Paróquias Patriarcais na Itália (Itália, Malta e San Marino);
  - Vicariato de Bogorodsk (Paróquias e comunidades moldávias na Itália).